# 花火 (馬)
花火，是日本純種競賽馬匹。生涯活躍於中長途賽事，曾於2020年勝出產經賞。

## 出賽前
2015年4月8日出生於北海道安平町北部牧場，成長途中於一口馬主俱樂部Carrot Farm Co. Ltd.進行馬主募集。
其後交由栗東訓練中心練馬師高野友和訓練。

## 競賽生涯

### 3歲
2018年2月25日出戰阪神競馬場3歲新馬戰，以不俗的節奏維持於先頭位置下在直路開始加速上前，最終成功超越對手取得首勝。
其後選擇出戰條件戰，於君子蘭賞及矢車賞中均因後上不及而取得第二，稍為休養後在8月出戰都井岬特別時成功爆發末腳速度，最終以1 1/4馬位優勢取得勝利。
進入秋季首次挑戰分級賽玫瑰錦標，然而一直在中團位置推進下無法在直路進一步展開衝刺突破，最終以第七落敗。
年末重返條件戰，於3歲以上1000萬獎金以下條件戰中取得第二的戰績。

### 4歲
2019年年初繼續以條件戰作為目標，最終在三場賽中取得兩冠一亞的戰績，成功晉級公開組。
6月9日出戰三級賽人魚錦標，由於陣容中缺乏分級賽優勝馬的存在，其在賽前取得第一人氣。於比賽途中，其選擇以後上戰術逐步推進，但在直路上未能成功縮窄和前方賽駒的距離，最終以第四落敗。
其後選擇以新潟紀念作為目標，保持在第四的位置推進下在直路開始失速，最終以第七落敗，
11月出戰女皇伊利沙伯二世盃，比賽初段保持在第七的位置，於通過彎道後開始沿着外檔位置上前並進佔先頭位置。進入直路後，其在中檔展開加速並堅守位置，最終僅敗於旺紫丁、火星花及唯獨愛你取得第四的戰績。

### 5歲
2020年以愛知盃作為首戰，後上不及下以第五落敗，其後的大阪城錦標中亦因為同樣原因再次取得第五。
6月再度出戰人魚錦標，比賽初段稍為放慢節奏下在後段位置展開推進，於直路上展開加速下因為負磅差異未能追上前方的Summer Scent，最終以3/4馬位差距落敗。
秋季以產經賞作為首戰，比賽初段位置在較後的位置等待時機，在最後彎道逐步抽出外部進入望空狀態。進入直路後，其在外檔位置迅速進入加速狀態，最終跑出後600米34.5秒的速度下超越所有對手，取得首個分級賽冠軍。
其後再度挑戰女皇伊利沙伯二世盃，再度採用後上戰術下在直路逐步最近前方的賽駒，但仍然敗於旺紫丁、大海之女、唯獨愛你及瑪蓮必勝取得第五。

### 6歲
2021年1月16日出戰首戰愛知盃，賽前取得第一人氣，但在直路完全未有衝勢下大熱倒灶以第十一大敗。
其後原定以京都紀念作為目標，但狀態轉差下避戰，最終更在2月12日宣佈退役。

### 詳細賽績
| 日期       | 舉辦國家 | 馬場 | 距離   | 級別 | 賽事名稱           | 負重 | 騎師     | 馬號 | 出馬 | 名次 | 時間           | 頭馬（二馬）       |
| ---------- | -------- | ---- | ------ | ---- | ------------------ | ---- | -------- | ---- | ---- | ---- | -------------- | ------------------ |
| 25/2/2018  | 日本     | 阪神 | 草2000 |      | 3歲新馬            | 54   | 福永祐一 | 2    | 16   | 1    | 2:03.5         | （Lord Regalis）   |
| 24/3/2018  | 日本     | 阪神 | 草1800 |      | 君子蘭賞           | 54   | 川田將雅 | 9    | 10   | 2    | 1:47.1         | 火箭升空           |
| 28/4/2018  | 日本     | 京都 | 草2200 |      | 矢車賞             | 54   | 川田將雅 | 7    | 12   | 2    | 2:15.2         | Toho Artemis       |
| 4/8/2018   | 日本     | 小倉 | 草2000 |      | 都井岬特別         | 52   | 北村友一 | 7    | 13   | 1    | 1:57.6         | （Noble Cullinan） |
| 16/9/2018  | 日本     | 阪神 | 草1800 | GII  | 玫瑰錦標           | 54   | 北村友一 | 7    | 15   | 7    | 1:46.7         | 輕柔流暢           |
| 17/11/2018 | 日本     | 京都 | 草2000 |      | 3歲以上1000萬以下  | 53   | 北村友一 | 2    | 11   | 2    | 2:01.1         | Mauve Sapphire     |
| 13/1/2019  | 日本     | 中山 | 草2200 |      | 4歲以上1000萬以下  | 54   | 李慕華   | 8    | 13   | 1    | 2:25.6         | （混合酒）         |
| 31/3/2019  | 日本     | 阪神 | 草2200 |      | 尼崎錦標           | 54   | 李慕華   | 2    | 9    | 2    | 2:12.7         | 白朗冰川           |
| 19/5/2019  | 日本     | 京都 | 草2000 |      | 下鴨錦標           | 54   | 三浦皇成 | 3    | 8    | 1    | 2:00.1（32.8） | （Acuto）          |
| 9/6/2019   | 日本     | 阪神 | 草2000 | GIII | 人魚錦標           | 54   | 北村友一 | 4    | 16   | 4    | 2:00.7         | Solace             |
| 1/9/2019   | 日本     | 新潟 | 草2000 | GIII | 新潟紀念           | 53   | 北村友一 | 16   | 18   | 7    | 1:58.2         | 笑一笑             |
| 10/11/2019 | 日本     | 京都 | 草2200 | GI   | 女皇伊利沙伯二世盃 | 56   | 李慕華   | 12   | 18   | 4    | 2:14.4         | 旺紫丁             |
| 18/1/2020  | 日本     | 小倉 | 草2000 | GIII | 愛知盃             | 55   | 李慕華   | 2    | 16   | 5    | 2:02.0         | 電工使者           |
| 8/3/2020   | 日本     | 阪神 | 草1800 | L    | 大阪城錦標         | 54   | 川田將雅 | 5    | 16   | 5    | 1:47.5         | 赤雅駿             |
| 14/6/2020  | 日本     | 阪神 | 草2000 | GIII | 人魚錦標           | 55   | 福永祐一 | 6    | 16   | 2    | 2:01.2         | Summer Scent       |
| 27/9/2020  | 日本     | 中山 | 草2200 | GII  | 產經賞             | 54   | 戶崎圭太 | 4    | 9    | 1    | 2:15.5         | （機伶金花）       |
| 15/11/2020 | 日本     | 阪神 | 草2200 | GI   | 女皇伊利沙伯二世盃 | 56   | 戶崎圭太 | 8    | 18   | 5    | 2:10.8         | 旺紫丁             |
| 16/1/2021  | 日本     | 中京 | 草2000 | GIII | 愛知盃             | 56   | 李慕華   | 5    | 18   | 11   | 2:00.1         | 魔法城堡           |

## 退役後
退役後，花火成為了繁殖雌馬，於北海道安平町北部牧場休養，在2021年進行配種但受胎失敗，在2022年時再度受胎失敗。
2022年7月27日，其在牧場內死亡，享年7歲。

## 血統簡介
父系大震撼爲日本賽駒，爲日本賽馬史上第二匹無敗三冠馬，生涯出戰十四場賽事僅得兩場未能勝出，退役後配種成績亦極爲優秀。祖父週日寧靜是美國三冠賽雙冠馬，退役後在日本配種，在日本馬壇相當成功，贏得多項分級賽事，其子嗣贏得巨額獎金。
母系Admire Kirameki為日本賽駒，生涯僅勝出條件戰。外祖父最後橫掃亦爲美國賽駒，曾贏得當地三級賽，配種成績優異。

### 血統表
| 父線：週日寧靜系（Halo系）                 |                         |              |                  |
| 種馬 大震撼 2002年（棗色）                 | 週日寧靜 1986年（棕色） | Halo         | Hail to Reason   |
| 種馬 大震撼 2002年（棗色）                 | 週日寧靜 1986年（棕色） | Halo         | Cosmah           |
| 種馬 大震撼 2002年（棗色）                 | 週日寧靜 1986年（棕色） | Wishing Well | Understanding    |
| 種馬 大震撼 2002年（棗色）                 | 週日寧靜 1986年（棕色） | Wishing Well | Mountain Flower  |
| 種馬 大震撼 2002年（棗色）                 | 風中秀髮 1991年（棗色） | Alzao        | 利法爾           |
| 種馬 大震撼 2002年（棗色）                 | 風中秀髮 1991年（棗色） | Alzao        | Lady Rebecca     |
| 種馬 大震撼 2002年（棗色）                 | 風中秀髮 1991年（棗色） | Burghclere   | Busted           |
| 種馬 大震撼 2002年（棗色）                 | 風中秀髮 1991年（棗色） | Burghclere   | Highclere        |
| 繁殖雌馬 Admire Kirameki 2002年（棗色）    | 最後橫掃 1991年（棗色） | Forty Niner  | 淘金者           |
| 繁殖雌馬 Admire Kirameki 2002年（棗色）    | 最後橫掃 1991年（棗色） | Forty Niner  | File             |
| 繁殖雌馬 Admire Kirameki 2002年（棗色）    | 最後橫掃 1991年（棗色） | Broom Dance  | Dance Spell      |
| 繁殖雌馬 Admire Kirameki 2002年（棗色）    | 最後橫掃 1991年（棗色） | Broom Dance  | Witching Hour    |
| 繁殖雌馬 Admire Kirameki 2002年（棗色）    | Every Whisper           | 北方風味     | 北地舞人         |
| 繁殖雌馬 Admire Kirameki 2002年（棗色）    | Every Whisper           | 北方風味     | Lady Victoria    |
| 繁殖雌馬 Admire Kirameki 2002年（棗色）    | Every Whisper           | Crafty Wife  | Crafy Prospector |
| 繁殖雌馬 Admire Kirameki 2002年（棗色）    | Every Whisper           | Crafty Wife  | Wife Mistress    |
| 雌系：號族：9-a                            |                         |              |                  |
| 五代內近親交配：北地舞人 5×5×4、淘金者 4×5 |                         |              |                  |

## 命名由來
名字Centelleo（センテリュオ）於西班牙語中，意思為「閃爍」，聯想自母系Admire Kirameki之名字，香港則採用意思相近的「花火」作為翻譯。

## 外部連結
- 花火 netkeiba.com
- 血統表